# 235621 Kratochvíle
235621 Kratochvíle è un asteroide della fascia principale. Scoperto nel 2004, presenta un'orbita caratterizzata da un semiasse maggiore pari a 2,3190026 UA e da un'eccentricità di 0,1189247, inclinata di 6,26772° rispetto all'eclittica.